# Terry Marsh (Boxer)
Terry Marsh (* 7. Februar 1958 in Stepney, London, England) ist ein ehemaliger britischer Boxer im Halbweltergewicht.

## Profikarriere
Sein Profidebüt gegen Andrew DaCosta im Oktober 1981 gewann er nach Punkten. Am 4. März 1987 traf er auf Joe Manley; in diesem Kampf ging es um die IBF-Weltmeisterschaft. Marsh gewann durch technischen K. o. in Runde 10. Nach dieser erfolgreichen Titelverteidigung beendete Marsh seine Karriere und trat als ungeschlagener Weltmeister ab.